# Liga Mundial de Voleibol de 1990
A Liga Mundial de Voleibol de 1990 foi a primeira edição do torneio anual organizado pela Federação Internacional de Voleibol. Foi disputado por oito países, de 27 de abril a 15 de julho. A fase final foi realizada em Osaka, Japão, na qual a Itália sagrou-se a primeira campeã do torneio.

## Fórmula de disputa
Na primeira fase, as oito equipes foram divididas em dois grupos e jogaram quatro vezes contra cada uma das outras do grupo (duas como mandante e duas como visitante). Classificaram-se para a fase final disputada em Osaka, os campeões e os vice-campeões de cada grupo.
Na fase final, os times realizaram cruzamento olímpico nas semifinais (primeiro colocado de um grupo contra o segundo do outro) e, por eliminatórias definiu-se o campeão.

## Grupos
Equipes que participaram da edição 1990 da Liga Mundial integrando os seguintes grupos:
| Grupo A                                   | Grupo B                                         |
| ----------------------------------------- | ----------------------------------------------- |
| Brasil · Estados Unidos · França · Itália | China · Japão · Países Baixos · União Soviética |

## Fase intercontinental

### Grupo A
|     |                |     | Jogos | Jogos | Jogos | Sets | Sets | Sets  | Pontos | Pontos | Pontos |
| Pos | Equipe         | Pts | T     | V     | D     | V    | P    | R     | V      | P      | R      |
| --- | -------------- | --- | ----- | ----- | ----- | ---- | ---- | ----- | ------ | ------ | ------ |
| 1   | Itália         | 21  | 12    | 9     | 3     | 31   | 19   | 1.632 | 660    | 561    | 1.176  |
| 2   | Brasil         | 21  | 12    | 9     | 3     | 29   | 20   | 1.450 | 639    | 573    | 1.115  |
| 3   | França         | 17  | 12    | 5     | 7     | 24   | 26   | 0.923 | 602    | 635    | 0.948  |
| 4   | Estados Unidos | 13  | 12    | 1     | 11    | 15   | 34   | 0.441 | 544    | 676    | 0.805  |

1ª rodada
| Data |                | Placar |        | 1º Set | 2º Set | 3º Set | 4º Set | 5º Set | Total |
| ---- | -------------- | ------ | ------ | ------ | ------ | ------ | ------ | ------ | ----- |
|      | Estados Unidos | 2–3    | França | 11–15  | 10–15  | 16–14  | 15–13  | 16–17  | 68–74 |
|      | Estados Unidos | 2–3    | França | 14–16  | 15–3   | 15–5   | 9–15   | 14–16  | 67–55 |
|      | Brasil         | 3–2    | Itália | 15–12  | 13–15  | 15–6   | 8–15   | 15–12  | 66–60 |
|      | Brasil         | 1–3    | Itália | 10–15  | 5–15   | 15–10  | 10–15  |        | 40–55 |

2ª rodada
| Data |                | Placar |        | 1º Set | 2º Set | 3º Set | 4º Set | 5º Set | Total |
| ---- | -------------- | ------ | ------ | ------ | ------ | ------ | ------ | ------ | ----- |
|      | Estados Unidos | 1–3    | Itália | 10–15  | 5–15   | 15–10  | 10–15  |        | 40–45 |
|      | Estados Unidos | 0–3    | Itália | 14–16  | 7–15   | 4–15   |        |        | 25–46 |
|      | Brasil         | 3–2    | França | 12–15  | 12–15  | 15–4   | 15–13  | 15–12  | 69–59 |
|      | Brasil         | 0–3    | França | 6–15   | 9–15   | 9–15   |        |        | 24–45 |

3ª rodada
| Data |        | Placar |                | 1º Set | 2º Set | 3º Set | 4º Set | 5º Set | Total |
| ---- | ------ | ------ | -------------- | ------ | ------ | ------ | ------ | ------ | ----- |
|      | França | 1–3    | Estados Unidos | 9–15   | 15–9   | 11–15  | 10–15  |        | 45–54 |
|      | França | 3–0    | Estados Unidos | 15–11  | 15–9   | 15–9   |        |        | 45–29 |
|      | Itália | 1–3    | Brasil         | 3–15   | 7–15   | 15–7   | 13–15  |        | 38–52 |
|      | Itália | 1–3    | Brasil         | 9–15   | 15–12  | 14–16  | 16–17  |        | 54–60 |

4ª rodada
| Data |        | Placar |                | 1º Set | 2º Set | 3º Set | 4º Set | 5º Set | Total |
| ---- | ------ | ------ | -------------- | ------ | ------ | ------ | ------ | ------ | ----- |
|      | França | 0–3    | Brasil         | 12–15  | 13–15  | 6–15   |        |        | 31–45 |
|      | França | 3–1    | Brasil         | 16–14  | 10–15  | 15–6   | 15–11  |        | 56–46 |
|      | Itália | 3–1    | Estados Unidos | 15–10  | 15–4   | 15–17  | 15–12  |        | 60–43 |
|      | Itália | 3–1    | Estados Unidos | 13–15  | 15–7   | 15–7   | 16–14  |        | 59–43 |

5ª rodada
| Data |        | Placar |                | 1º Set | 2º Set | 3º Set | 4º Set | 5º Set | Total |
| ---- | ------ | ------ | -------------- | ------ | ------ | ------ | ------ | ------ | ----- |
|      | Brasil | 3–2    | Estados Unidos | 9–15   | 15–7   | 12–15  | 15–3   | 17–15  | 58–40 |
|      | Brasil | 3–1    | Estados Unidos | 15–6   | 12–15  | 15–9   | 15–7   |        | 57–37 |
|      | Itália | 3–2    | França         | 12–15  | 8–15   | 15–12  | 15–7   | 15–12  | 65–61 |
|      | Itália | 3–2    | França         | 10–15  | 15–13  | 6–15   | 15–10  | 15–7   | 61–50 |

6ª rodada
| Data |                | Placar |        | 1º Set | 2º Set | 3º Set | 4º Set | 5º Set | Total |
| ---- | -------------- | ------ | ------ | ------ | ------ | ------ | ------ | ------ | ----- |
|      | Estados Unidos | 1–3    | Brasil | 15–13  | 9–15   | 8–15   | 6–15   |        | 38–58 |
|      | Estados Unidos | 1–3    | Brasil | 12–15  | 11–15  | 15–9   | 7–15   |        | 45–54 |
|      | França         | 2–3    | Itália | 15–6   | 2–15   | 15–11  | 11–15  | 11–15  | 54–62 |
|      | França         | 0–3    | Itália | 6–15   | 3–15   | 8–15   |        |        | 17–45 |

### Grupo B
|     |                 |     | Jogos | Jogos | Jogos | Sets | Sets | Sets  | Pontos | Pontos | Pontos |
| Pos | Equipe          | Pts | T     | V     | D     | V    | P    | R     | V      | P      | R      |
| --- | --------------- | --- | ----- | ----- | ----- | ---- | ---- | ----- | ------ | ------ | ------ |
| 1   | Países Baixos   | 23  | 12    | 11    | 1     | 34   | 4    | 8.500 | 556    | 360    | 1.544  |
| 2   | União Soviética | 20  | 12    | 8     | 4     | 26   | 15   | 1.733 | 556    | 463    | 1.201  |
| 3   | Japão           | 17  | 12    | 5     | 7     | 16   | 23   | 0.696 | 497    | 496    | 1.002  |
| 4   | China           | 12  | 12    | 0     | 12    | 2    | 36   | 0.056 | 319    | 559    | 0.571  |

1ª rodada
| Data |                 | Placar |               | 1º Set | 2º Set | 3º Set | 4º Set | 5º Set | Total |
| ---- | --------------- | ------ | ------------- | ------ | ------ | ------ | ------ | ------ | ----- |
|      | União Soviética | 0–3    | Países Baixos | 9–15   | 13–15  | 11–15  |        |        | 33–45 |
|      | União Soviética | 0–3    | Países Baixos | 3–15   | 2–15   | 16–17  |        |        | 21–47 |

2ª rodada
| Data |               | Placar |                 | 1º Set | 2º Set | 3º Set | 4º Set | 5º Set | Total |
| ---- | ------------- | ------ | --------------- | ------ | ------ | ------ | ------ | ------ | ----- |
|      | Países Baixos | 3–1    | União Soviética | 15–13  | 13–15  | 15–10  | 15–10  |        | 58–38 |
|      | Países Baixos | 1–3    | União Soviética | 17–15  | 12–15  | 7–15   | 9–15   |        | 45–60 |

3ª rodada
| Data |               | Placar |                 | 1º Set | 2º Set | 3º Set | 4º Set | 5º Set | Total |
| ---- | ------------- | ------ | --------------- | ------ | ------ | ------ | ------ | ------ | ----- |
|      | Japão         | 1–3    | União Soviética | 12–15  | 8–15   | 15–10  | 14–16  |        | 49–56 |
|      | Japão         | 3–1    | União Soviética | 15–13  | 11–15  | 15–13  | 16–14  |        | 57–55 |
|      | Países Baixos | 3–0    | China           | 15–4   | 15–8   | 15–9   |        |        | 45–21 |
|      | Países Baixos | 3–0    | China           | 15–12  | 15–5   | 15–11  |        |        | 45–28 |

4ª rodada
| Data |                 | Placar |       | 1º Set | 2º Set | 3º Set | 4º Set | 5º Set | Total |
| ---- | --------------- | ------ | ----- | ------ | ------ | ------ | ------ | ------ | ----- |
|      | Países Baixos   | 3–0    | Japão | 15–10  | 15–12  | 15–8   |        |        | 45–30 |
|      | Países Baixos   | 3–0    | Japão | 15–3   | 15–7   | 15–4   |        |        | 45–14 |
|      | União Soviética | 3–0    | China | 15–7   | 15–2   | 15–6   |        |        | 45–15 |
|      | União Soviética | 3–1    | China | 12–15  | 16–14  | 15–6   | 15–5   |        | 58–40 |

5ª rodada
| Data |       | Placar |                 | 1º Set | 2º Set | 3º Set | 4º Set | 5º Set | Total |
| ---- | ----- | ------ | --------------- | ------ | ------ | ------ | ------ | ------ | ----- |
|      | China | 0–3    | União Soviética | 8–15   | 8–15   | 10–15  |        |        | 26–45 |
|      | China | 0–3    | União Soviética | 3–15   | 9–15   | 12–15  |        |        | 24–45 |
|      | Japão | 0–3    | Países Baixos   | 7–15   | 5–15   | 13–15  |        |        | 25–45 |
|      | Japão | 0–3    | Países Baixos   | 7–15   | 12–15  | 11–15  |        |        | 30–45 |

6ª rodada
| Data |                 | Placar |               | 1º Set | 2º Set | 3º Set | 4º Set | 5º Set | Total |
| ---- | --------------- | ------ | ------------- | ------ | ------ | ------ | ------ | ------ | ----- |
|      | União Soviética | 3–0    | Japão         | 15–9   | 15–10  | 15–8   |        |        | 45–27 |
|      | União Soviética | 3–0    | Japão         | 15–13  | 15–5   | 15–12  |        |        | 45–30 |
|      | China           | 0–3    | Países Baixos | 8–15   | 6–15   | 12–15  |        |        | 26–45 |
|      | China           | 0–3    | Países Baixos | 3–15   | 14–16  | 7–15   |        |        | 24–46 |

7ª rodada
| Data |       | Placar |       | 1º Set | 2º Set | 3º Set | 4º Set | 5º Set | Total |
| ---- | ----- | ------ | ----- | ------ | ------ | ------ | ------ | ------ | ----- |
|      | Japão | 3–0    | China | 15–10  | 15–12  | 15–7   |        |        | 45–29 |
|      | Japão | 3–1    | China | 5–15   | 15–3   | 15–5   | 15–9   |        | 50–32 |

8ª rodada
| Data |       | Placar |       | 1º Set | 2º Set | 3º Set | 4º Set | 5º Set | Total |
| ---- | ----- | ------ | ----- | ------ | ------ | ------ | ------ | ------ | ----- |
|      | China | 0–3    | Japão | 10–15  | 8–15   | 5–15   |        |        | 23–45 |
|      | China | 0–3    | Japão | 7–15   | 13–15  | 11–15  |        |        | 31–45 |

## Fase final
|  | Semifinais      | Semifinais    |   |                 | Final       | Final |  |
|  |                 |               |   |                 |             |       |  |
|  | 14 de julho     |               |   |                 |             |       |  |
|  | Itália          | 3             |   |                 |             |       |  |
|  | União Soviética | 2             |   |                 |             |       |  |
|  |                 |               |   |                 |             |       |  |
|  |                 |               |   |                 | 15 de julho |       |  |
|  |                 |               |   |                 | Itália      | 3     |  |
|  |                 | Países Baixos | 0 |                 |             |       |  |
|  |                 |               |   |                 |             |       |  |
|  |                 |               |   |                 |             |       |  |
|  |                 |               |   |                 | 3º lugar    |       |  |
|  | 14 de julho     | 14 de julho   |   | 15 de julho     | 15 de julho |       |  |
|  | Países Baixos   | 3             |   | União Soviética | 1           |       |  |
|  | Brasil          | 0             |   |                 | Brasil      | 3     |  |

### Semifinais
| Data   |               | Placar |                 | 1º Set | 2º Set | 3º Set | 4º Set | 5º Set | Total |
| ------ | ------------- | ------ | --------------- | ------ | ------ | ------ | ------ | ------ | ----- |
| 14 jul | Países Baixos | 3–0    | Brasil          | 15–7   | 15–7   | 15–10  |        |        | 45–24 |
| 14 jul | Itália        | 3–2    | União Soviética | 15–12  | 16–17  | 15–11  | 14–16  | 15–9   | 75–65 |

### Disputa de 3º lugar
| Data   |                 | Placar |        | 1º Set | 2º Set | 3º Set | 4º Set | 5º Set | Total |
| ------ | --------------- | ------ | ------ | ------ | ------ | ------ | ------ | ------ | ----- |
| 15 jul | União Soviética | 1–3    | Brasil | 16–14  | 7–15   | 10–15  | 12–15  |        | 45–59 |

### Final
| Data   |        | Placar |               | 1º Set | 2º Set | 3º Set | 4º Set | 5º Set | Total |
| ------ | ------ | ------ | ------------- | ------ | ------ | ------ | ------ | ------ | ----- |
| 15 jul | Itália | 3–0    | Países Baixos | 15–7   | 16–14  | 16–14  |        |        | 47–35 |

## Classificação final
| Posição        | Equipe          |
| -------------- | --------------- |
| Campeão        | Itália          |
| Vice-campeão   | Países Baixos   |
| Terceiro lugar | Brasil          |
| 4              | União Soviética |
| 5              | França          |
| 6              | Japão           |
| 7              | Estados Unidos  |
| 8              | China           |

## Prêmios individuais
| Melhor atacante | Melhor bloqueador | Melhor levantador | Melhor recepção | MVP          |
| --------------- | ----------------- | ----------------- | --------------- | ------------ |
| Ron Zwerver     | Andrea Gardini    | Paolo Tofoli      | Paolo Tofoli    | Andrea Zorzi |